# Гражданство Грузии

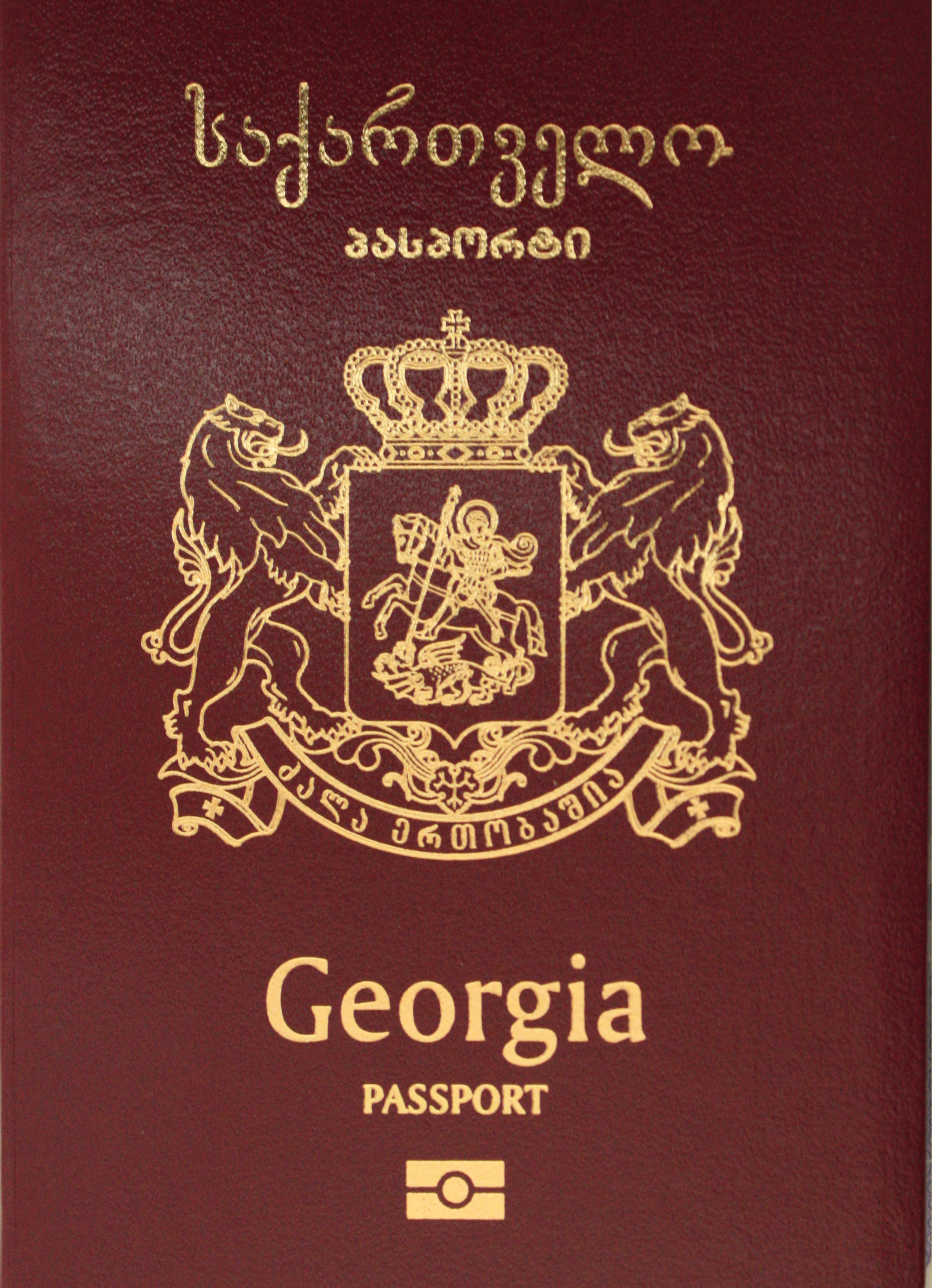
Грузинский паспорт

Гражданство Грузии — это гражданство государства Грузия, нормы которого регулируются законом о гражданстве Грузии. Гражданином Грузии считается лицо, которое имеет с государством Грузия политическую и правовую связь, а также взаимные права и обязанности.

## История
Впервые понятие грузинское гражданство появилось во времена существования Грузинской Демократической Республики, которая просуществовала от 26 мая 1918 года до 18 марта 1921 года.
Органический Закон Грузии «О гражданстве Грузии» был принят 25 марта 1993 года. Новый закон «О гражданстве» Грузии был издан 30 апреля 2014 года.1 октября 2019 года были приняты поправки к Закону «О гражданстве».

## Получение гражданства
Для получения гражданства Грузии необходимо в течение последних 5 лет постоянно проживать на территории Грузии, владеть грузинским языком, быть осведомлённым в установленных рамках об истории страны и основах права, иметь постоянную занятость в Грузии, недвижимость или заниматься предпринимательской деятельностью на территории Грузии, владеть долей или акциями в предприятии страны.